# Mariusz Kubiak (polityk)
Mariusz Jan Kubiak (ur. 11 maja 1953 w Toruniu) – polski opozycjonista i działacz polityczny, w 1991 wojewoda kaliski.

## Życiorys
Syn Romana i Reginy. Ukończył w 1977 studia na Politechnice Poznańskiej. Pracował do 1983 jako specjalista w ostrowskim Przedsiębiorstwie Budownictwa Inżynierii Miejskiej Inżynieria.
W 1980 został członkiem Komisji Zakładowej NSZZ „Solidarność” w swoim zakładzie pracy, zasiadał również w Miejskiej Komisji Porozumiewawczej. W grudniu 1981 na krótko internowany, po zwolnieniu zajmował się dystrybucją wydawnictw drugiego obiegu. Po 1983 pracował jako kierownik sklepu i budowlaniec, od 1985 prowadził warsztat tokarski.
W lutym 1989 został członkiem Tymczasowej Miejskiej Komisji Koordynacyjnej NSZZ „Solidarność” w Ostrowie Wielkopolskim. W 1991 przez krótki okres pełnił funkcję wojewody kaliskiego. Później pracował w lokalnej spółdzielczej kasie oszczędnościowo-kredytowej, a w 2003 objął stanowisko specjalisty w NIK.
W latach 90. był członkiem Porozumienia Centrum, ZChN i Akcji Polskiej. Zaangażowany w działalność katolickich organizacji społecznych (w tym Akcji Katolickiej).